# Florence Lee (actrice, 1888)
Pour l'actrice et scénariste américaine du même nom née en 1864, voir Florence Lee (actrice, 1864).
Pour les articles homonymes, voir Lee.
Florence Lee est une actrice américaine du cinéma muet née dans le Vermont le 12 mars 1888 et morte à Hollywood (Californie) le 1er septembre 1962.

## Filmographie complète

### En tant qu'actrice
- 1921 : Tee Time de James D. Davis
- 1921 : Seeing Is Believing de James D. Davis (court métrage)
- 1921 : On with the Show de James D. Davis (court métrage)
- 1921 : The Kid's Pal de Tom Buckingham (court métrage)
- 1921 : Playmates de Fred Hibbard (court métrage)
- 1921 : Custard's Last Stand de William Watson (court métrage)
- 1921 : Cupid's Last Word de William Watson (court métrage)
- 1923 : Blood Test de Don Marquis
- 1924 : The Way of a Man de George B. Seitz
- 1924 : Circus Lure de Frank S. Mattison
- 1924 : A Sagebrush Vagabond de William James Craft (court métrage)
- 1924 : All's Swell on the Ocean d'Erle C. Kenton et Jess Robbins (court métrage)
- 1924 : Bring Him In d'Erle C. Kenton (court métrage)
- 1924 : Between Fires de William James Craft (court métrage)
- 1924 : An Eyeful de Ernst Laemmle (court métrage) Joyce
- 1925 : Hard Boiled de Leo McCarey (court métrage)
- 1926 : The Outlaw Breaker de Jacques Jaccard : Annabelle Darnell
- 1926 : Man Rustlin' de Del Andrews : Mary Wilsn
- 1929 : Illusion of Love